# De Lorimier (conseil législatif)
Ne doit pas être confondu avec De Lorimier (division sénatoriale canadienne).
Pour les articles homonymes, voir De Lorimier.
Division du Conseil législatif du Québec
De Lorimier est une division du Conseil législatif du Québec ayant existé de 1867 à 1968. Elle est abolie en même temps que le Conseil lui-même.

## Liste des conseillers
| Années | Années      | Conseiller législatif     | Parti           |
| ------ | ----------- | ------------------------- | --------------- |
|        | 1867 - 1876 | Charles-Séraphin Rodier   | Libéral         |
|        | 1876 - 1897 | Joseph-Gaspard Laviolette | Libéral         |
|        | 1897 - 1936 | Jean Girouard             | Libéral         |
|        | 1936 - 1958 | Alphonse Raymond          | Union nationale |
|        | 1958 - 1968 | John Pozer Rowat          | Union nationale |